# Maria Eugénia
Maria Eugénia Rodrigues Branco (* 1. April 1927 in Lissabon; † 25. August 2016 in Lissabon) war eine portugiesische Schauspielerin.

## Leben
Ihr Vater war Berufsmusiker u. a. beim Orchester des staatlichen Rundfunks Emissora Nacional, wo auch ihre Schwester sang. Auf Anraten eines Freundes der Familie, dem Komponisten und Dirigenten Jaime Mendes, der regelmäßig für das portugiesische Kino arbeitete, meldete der Vater die erst 16-jährige Tochter für ein Casting an. Der ehemalige UFA-Schauspieler Arthur Duarte suchte eine Darstellerin für seinen Film A Menina da Rádio, nachdem die vorgesehene Milú sich 1943 überraschend ins Privatleben zurückgezogen hatte. Eugénia erhielt die Rolle und erreichte mit dem Erfolg des Films selbst Popularität. In der Folge drehte sie einige weitere Unterhaltungsfilme, auch international. Auch durch ihre Filmlieder erlangte sie dabei in Portugal beträchtliche Bekanntheit, und sie trat häufig im Rundfunk und auf eigenen Konzerttourneen auf.
Eine sich dabei anbahnende internationale Karriere schlug sie aus. Nach letzten Dreharbeiten 1947 heiratete sie 1948 den Arzt António Pinto do Amaral und zog sich ganz ins Privatleben zurück.

## Rezeption
Sie wurde als unschuldige Schönheit und fröhliche Sängerin ein Star der erfolgreichen portugiesischen Unterhaltungsfilme der 1940er Jahre, den Comédias portuguesas. Darüber hinaus waren ihre schauspielerischen Mittel jedoch begrenzt, was ihr bewusst war und sie veranlasste, keine weitergehende Schauspielkarriere anzustreben. Zudem gedachte sie nicht, sich den lockeren Umgangsformen des Showgeschäfts anzupassen, und wählte daher den Rückzug ins Private.

## Filmografie
- 1931: A Minha Noite de Núpcias (als Maria E. Rodrigues); Regie: E. W. Emo
- 1944: A Menina da Rádio; Regie: Arthur Duarte
- 1947: Héroes del 95 (als María Eugenia Rodríguez); Regie: Raúl Alfonso
- 1947: Cuando los ángeles duermen (als María Eugenia Branco); Regie: Ricardo Gascón
- 1947: El huésped del cuarto número 13 (als María Eugenia Branco); Regie: Arthur Duarte
- 1947: O Leão da Estrela; Regie: Arthur Duarte
- 1948: Conflicto inesperado; Regie: Ricardo Gascón